# Frederik Christian Eilschov
Frederik Christian Eilschov (Rynkeby, 13 februari 1725 – Kopenhagen, 13 oktober 1750) was een Deens filosoof.

## Levensloop
Eilschov werd geboren op Funen als zoon van een priester. Hij studeerde in 1746 af als magister in de wijsbegeerte. Zijn gedachtegoed leunt dicht aan bij de ideeën van de Duitse denker Christian Wolff. Hij gaf een aantal geschriften uit in een poging om de idealen van de verlichting ingang te doen vinden bij een breder publiek. Hij creëerde daarvoor nieuwe Deense woorden voor filosofische begrippen, waar tevoren leenwoorden voor werden gebruikt. Tot zijn bekendste werken behoren Philosophiske Breve (1748) en Fruentimmer Philosophie i tre Samtaler (1749).

## Werken
- 1747: Cogitationes de scientiis vernacula lingua docendis cum specimine terminologiae vernaculae
- 1747: Philosophiske Skrifter
- 1748: Philosophiske Breve
- 1749: Fruentimmer Philosophie i tre Samtaler

- Gemeinsame Normdatei: 100993575
- International Standard Name Identifier: 0000 0000 0472 8470
- Virtual International Authority File: 15127481
- WorldCat: E39PBJwMC9gv86DHhXXDDCbTpP